# Frédol d'Anduze (évêque de Fréjus)
Frédol d'Anduze, mort le 12 septembre 1197, est un abbé de Saint-Victor de Marseille, puis évêque de Fréjus, de la fin du XIIe siècle.

## Biographie

### Origines
Les origines de Frédol (ou Frédolon) d'Anduze (parfois Anduse) ne sont pas précisément connues. Il appartient à la maison d'Anduze pour la plupart des auteurs, dont ceux de la Gallia christiana novissima (GCN). Le médiéviste Thierry Pécout (2013) le mentionne, avec l'évêque de Fréjus, Bermond d'Anduze, comme appartenant à la « famille des seigneurs de La Voulte et Alès, probablement liés aux Sabran », et sans préciser de lien entre les deux prélat.
Plusieurs hypothèses sont avancées sur sa famille.

L'Histoire générale de Languedoc (HGL, t. IV, col. LXVII) indiquait que Le Laboureur, dans son Histoire manuscrite de la maison d'Anduze, considérait Frédol comme le fils du seigneur Bertrand d'Anduze et d'Adélaïde de Roquefeuil, et qu'il avait pour frère, Bermond († 1214), l'évêque de Sisteron (1174-1214). Cette filiation est celle présentée, dans la notice consacrée à Frédol, par le site du Chapitre de Fréjus-Toulon. L’HGL concluait cependant que Frédol et Bermond seraient plutôt les frères de Bertrand. Pour sa part, les auteurs de la GCN ne mentionnaient aucune filiation, ni de liens entre Frédol et Bermond.
L'abbé Roche, dans la notice généalogique consacrée à Bermond d'Anduze, évêque de Viviers (1222-1242), mentionnait des parents différents — Bernard-Bermond, seigneur d'Alais, et de Garsinde de Toulouse, fille du comte Pons —, et pour frères Raymond, Bernard dit l'Ancien, et Bermond, l'évêque de Sisteron.
Lina Malbos, auteure d'une étude généalogique sur la famille d'Anduze et Sauve (1977), ne les mentionne pas.
La notice du Chapitre de Fréjus-Toulon précise, par ailleurs, qu'il est un neveu à la mode de Bretagne de Pierre d'Anduze, archevêque de Narbonne (1149/50-1155/56).

### Épiscopat
Frédol est abbé de Saint-Victor de Marseille, à partir de 1163. Certains auteurs anciens l'on dit par erreur prévôt de Fréjus.
Il semble monter sur le trône épiscopal de Fréjus, vers la fin de l'année 1165 (au plus tard 1166) (). Il participe à la diffusion de la réforme grégorienne dans son Église.
En 1166, il est présent lors d'acquisition du comté de Provence par Alphonse Ier, puis à Grasse en 1178 aux côtés de Raymond Bérenger IV,.
Il fait don, en 1169, de l'église de la Roquette au monastère de la Celle,.
En 1170, il fonde avec Pierre Isnard, évêque de Toulon, la chartreuse de la Verne.
En 1178, il se trouve aux côtés du comte Raimond-Bérenger III, à Grasse, où il souscrit à un diplôme donné à l’Église d'Antibes,.
En avril 1181, il signe le rouleau mortuaire de Bertrand de Baux, et fait la promesse de cent messes à son attention,.
Frédol d'Anduze meurt, selon le nécrologue, le 12 septembre 1197,.